# Ardalion Rastow
Ardalion Ardalionowicz Rastow (ros. Ардалион Ардалионович Растов, ur. 17 czerwca 1926 w Moskwie, zm. 31 lipca 2012 tamże) – radziecki inżynier konstruktor, Bohater Pracy Socjalistycznej (1983).

## Życiorys
W 1949 z wyróżnieniem ukończył studia na Wydziale Radiotechnicznym Moskiewskiego Instytutu Energetycznego, pracował w Instytucie Naukowo-Badawczym-17 Ministerstwa Przemysłu Lotniczego ZSRR. Pod kierunkiem W. Tichomirowa brał udział w opracowaniu pierwszych krajowych radarów pokładowych. W 1953 został zastępcą głównego konstruktora ds. stacji radiolokacyjnej Izumrud-2 dla samolotów MiG-17 i MiG-19, w 1955 został przeniesiony do filii Instytutu Naukowo-Badawczego-17 w mieście Żukowskij, gdzie kierował testowaniem systemu klasy powietrze-powietrze K-5 samolotów MiG-17 i MiG-19 wyposażonych w radar Izumrud-2. Od 1958 pracował nad stworzeniem systemu rakiet przeciwlotniczych średniego zasięgu Kub dla obrony przeciwlotniczej Wojsk Lądowych jako główny konstruktor środków radiolokacyjnych kompleksu (głównym konstruktorem był Tichomirow, później J. Figurski). System Kub został przyjęty w 1967; został wyprodukowany w ponad 500 sztukach. W 1995 Rastow został honorowym akademikiem Rosyjskiej Akademii Nauk Rakietowo-Artyleryjskich.

## Odznaczenia i nagrody
- Medal Sierp i Młot Bohatera Pracy Socjalistycznej (24 listopada 1983)
- Order Lenina (24 listopada 1983)
- Order Rewolucji Październikowej (26 kwietnia 1971)
- Order Czerwonego Sztandaru Pracy (12 lipca 1957)
- Nagroda Leninowska (1972)
- Nagroda Państwowa ZSRR (1980)
- Medal „Za pracowniczą dzielność” (29 lipca 1966)

I inne.